# Jeppe Ludvigsen
Jeppe Ludvigsen (* 28. Januar 1989) ist ein dänischer Badmintonspieler. 

## Karriere
Jeppe Ludvigsen belegte bei den Greece International 2013 und den Norwegian International 2013 sowie den Romanian International 2014 jeweils Rang drei. Bei den Portugal International 2014 wurde er Zweiter. Bei den Slovenia International 2014 stand er ganz oben auf dem Treppchen.